# Fergana Challenger 2000
Il Fergana Challenger 2000 è stato un torneo di tennis facente parte della categoria ATP Challenger Series nell'ambito dell'ATP Challenger Series 2000. Il torneo si è giocato a Fergana in Uzbekistan dall'8 al 13 maggio 2000 su campi in cemento.

## Vincitori

### Singolare
Vladimir Volčkov ha battuto in finale  Igor' Kunicyn con il punteggio di 4–6, 6–0, 6–4

### Doppio
Jonathan Erlich /  Lior Mor hanno battuto in finale  Daniel Melo /  Alexandre Simoni con il punteggio di 6–4, 6–0